# Waterstoniella brevigena
Waterstoniella brevigena är en stekelart som beskrevs av Wiebes 1992. Waterstoniella brevigena ingår i släktet Waterstoniella och familjen fikonsteklar. Inga underarter finns listade i Catalogue of Life.